# Gråt egern
Det grå egern (Sciurus carolinensis) er en art i egernfamilien. Det er en oprindelig art i det østlige Nordamerika, men er siden blevet indført i nogle europæiske regioner.

## Udbredelse
Det grå egern har sin oprindelige udbredelse i det østlige USA, Midtvesten og det sydlige Canada. Ynglende gråt egern findes i Nova Scotia, men det er uvist om populationen er introduceret eller kommet dertil på naturlig måde. Gråt egern er også introduceret i Irland, Storbritannien, Italien, Sydafrika og Australien. I Australien blev det udryddet i 1973. Gråt egern i Europa skaber bekymringer, fordi det truer eksistensen af oprindelige egern, hvorfor gråt egern betragtes som en invasiv art i Europa.